# Edge Rocks
Die Edge Rocks (englisch für Randfelsen) sind zwei je 1410 m hohe Felsvorsprünge im westantarktischen Queen Elizabeth Land. Sie ragen 17,5 km östlich des Hill-Nunataks am südöstlichen Rand des Iroquois-Plateaus in der Neptune Range der Pensacola Mountains auf.
Der United States Geological Survey kartierte sie anhand eigener Vermessungen und Luftaufnahmen der United States Navy aus den Jahren von 1956 bis 1966. Das Advisory Committee on Antarctic Names benannte sie 1968 nach ihrer geographischen Position.